# 初山別天文台
初山別天文台 （日语：／ Shosanbetsu Tenmondai）是位於日本北海道苫前郡初山別村，面對著日本海的一個天文台（141°47′08″E，44°34′08″N，高度是海平面上47公尺）

## 描述
這個天文台由當地的村政府管理，用於科學教育和定期觀測，除了冬季和每週的星期二之外，每天都對公眾開放。它裝備了口徑0.65公尺的卡塞格林反射望遠鏡和一些可以移動的望遠鏡 。
它的周圍是一個海濱公園，有一個公共經營的客棧與溫泉、體育場地、浴場和營地；在假期會擠滿遊客。從北海道的首府札幌搭乘城際巴士很容易抵達這兒。
以初山別村和天文台命名的小行星6158 初山別，是日本天文學家新島恆男和浦田武於1991年11月12日在尾島町發現的。小行星通報（Minor Planet Circulars，M.P.C.）在2010年1月30日出版的官方刊物刊登了命名的引文（M.P.C. 68445）。

## 外部連結
- 官方網站（页面存档备份，存于） （日語）